# Ettore Nadiani
Ettore Nadiani (Lione, 8 maggio 1905 – Forlì, 30 gennaio 2005) è stato un pittore, incisore e disegnatore italiano molto noto anche come caricaturista.

## Biografia
Nasce a Lione da genitori forlivesi, emigrati per lavoro. A due anni rientra a Forlì, dove trascorrerà tutto il resto della sua vita.
Entrato nella Cooperativa falegnami, si segnala come intagliatore ebanista. Lavora anche come disegnatore di mobili e si dedica alla produzione di ritratti.
Nel 1931 comincia l'attività di caricaturista. Per le sue grandi capacità espressive emerge come uno dei più importanti caricaturisti del suo tempo, soprattutto per i disegni dei campioni dello sport, da Sivori ad Altafini al forlivese Ercole Baldini. Negli anni 1930 collabora con il periodico satirico Marc'Aurelio e con il rotocalco a colori Il Mattino Illustrato. Nel 1938 illustra L'imperatore dei maghi. Favola in tre atti di Icilio Missiroli, con musica di Ottone Furlani. Nel 1940, vince il primo premio al Concorso nazionale di caricatura di Trieste.
Per la casa editrice Ballerini e Fratini di Firenze disegna varie serie di cartoncini a partire dal 1942-1943: I nostri soldati, Buon anno, ecc. Nel 1944 viene scelto, insieme ad altri sette artisti forlivesi, per arricchire il patrimonio artistico della chiesa di San Biagio.
Dopo la guerra riprende la collaborazione con varie testate giornalistiche, sia locali come Il Popolo di Romagna e  Il Pensiero Romagnolo (organo del PRI di Forlì), che regionali come Il Resto del Carlino e Stadio di Bologna, e nazionali come Il Calcio Illustrato. Durante la sua carriera ha eseguito diverse centinaia di caricature.

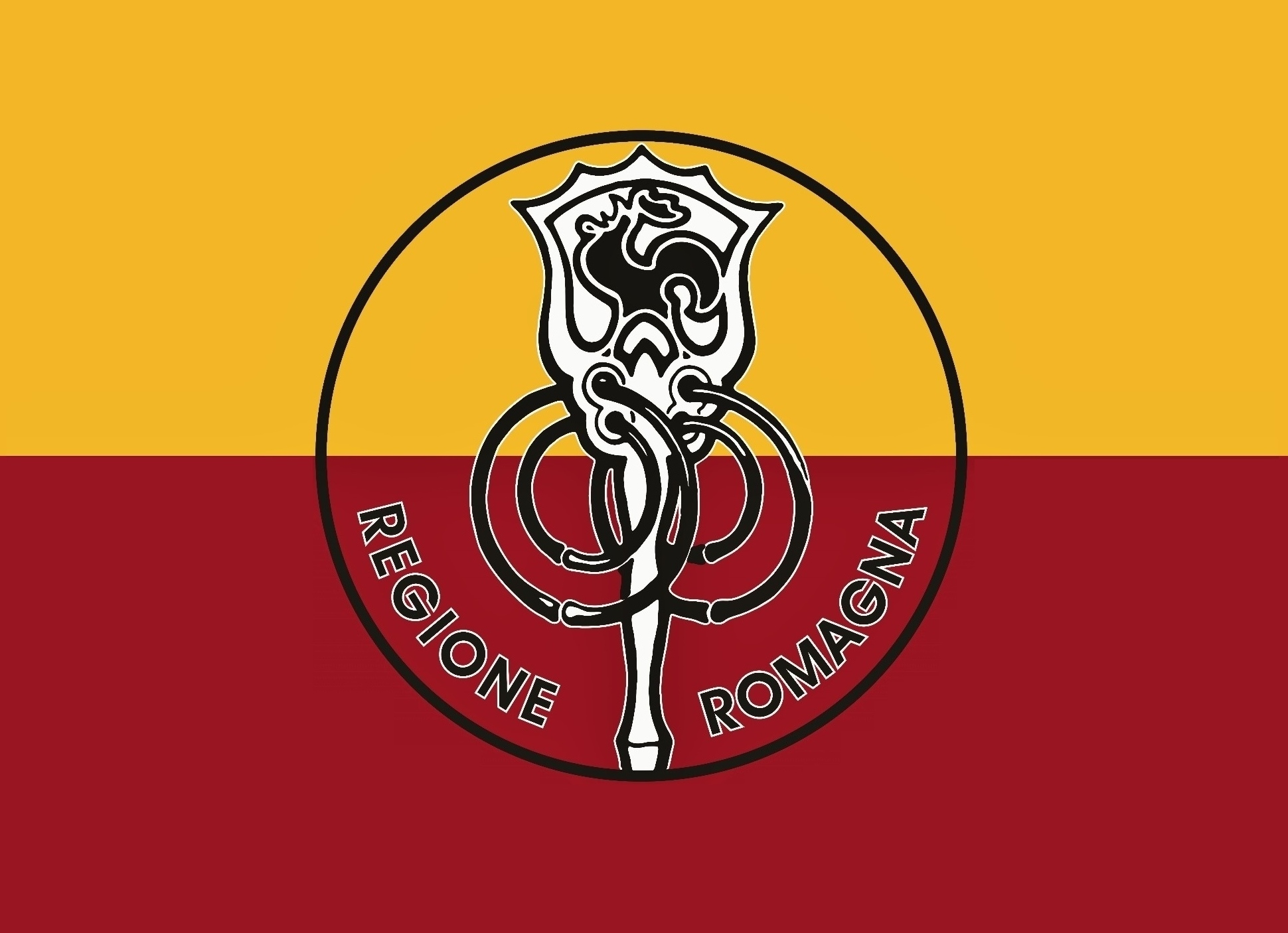
Opera di Nadiani per il Movimento per l'Autonomia della Romagna

Tra i più interessanti incisori della seconda metà del XX secolo, produce numerose xilografie sugli usi e costumi della Romagna del Novecento, comprendendo anche personaggi del teatro dei burattini.
Si segnala anche la sua produzione di locandine e manifesti.
Tra i suoi dipinti ad olio, sono molto significativi gli scorci della città di Forlì.
Amico di Aldo Spallicci, collabora a partire dal 1953 con la sua rivista La Piê. Per Spallicci disegna ben 55 copertine, fino al 2003.

Romagnolista e amico personale del fondatore del Movimento per l'Autonomia della Romagna (l'onorevole Stefano Servadei), provvede all'ideazione e alla realizzazione di una bandiera della Romagna, che donerà al Movimento al momento della sua costituzione nel 1990. Tuttora quella sua opera - oltre che il simbolo del M.A.R. - rappresenta, fra le varie proposte per una bandiera della Romagna, la più diffusa e riconosciuta.

## Opere
Tra i volumi che contengono opere originali di Ettore Nadiani si segnalano:
- Ettore Nadiani, Nadiani, Forlì 1976.
- Ettore Nadiani, Èria d’Rumâgna. Cinquanta xilografie originali, Forlì 1977. Testi di Icilio Missiroli
- Anna Maria Mambelli Gavelli, Leggende romagnole (illustrazioni di Ettore Nadiani ed Angelo Ranzi).

## Mostre personali
- 1964: Galleria Mantellini di Forlì
- 1974: Sala Garzanti (1974) di Forlì
- 1976: Palazzo Albertini di Forlì
- 1982: Oratorio di san Sebastiano di Forlì.